# Volgamenti szövetségi körzet
Koordináták: é. sz. 55°, k. h. 52°55.000000°N 52.000000°E

A Volgamenti szövetségi körzet elhelyezkedése Oroszországon belül

A Volgamenti szövetségi körzet (oroszul Приволжский федеральный округ [Privolzsszkij fegyeralnij okrug]) Oroszország nyolc szövetségi körzetének egyike.

## Földrajz

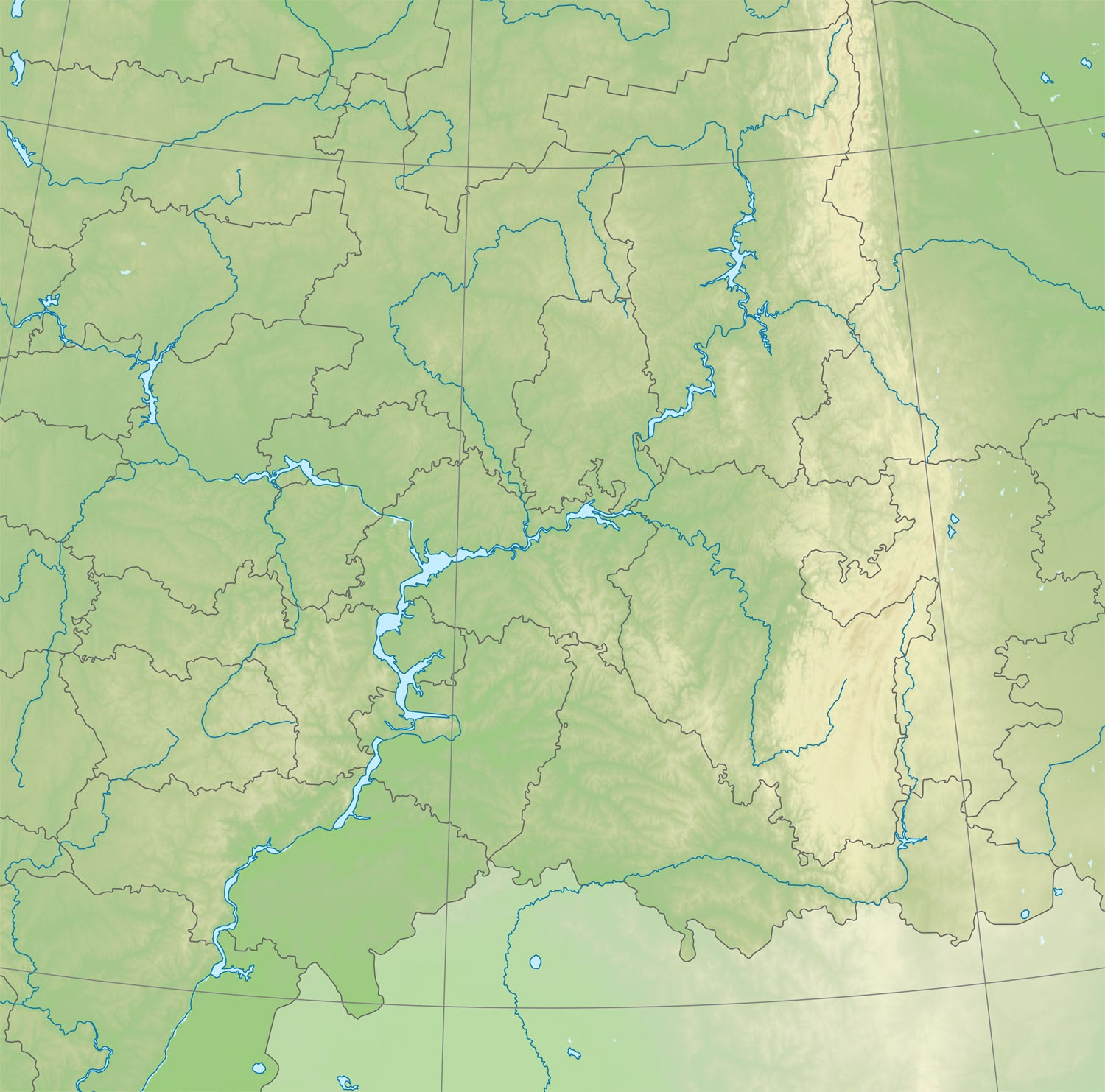
Domborzati térkép

Területe 1 038 000  km². Az Uráltól nyugatra fekszik a Kelet-európai-síkságon, bár a Déli-Urált délkeleten érinti. Fő folyói az Urál, valamint a Volga és mellékfolyói: a Belaja, a Káma, az Oka és a Vetluga.

## Népesség

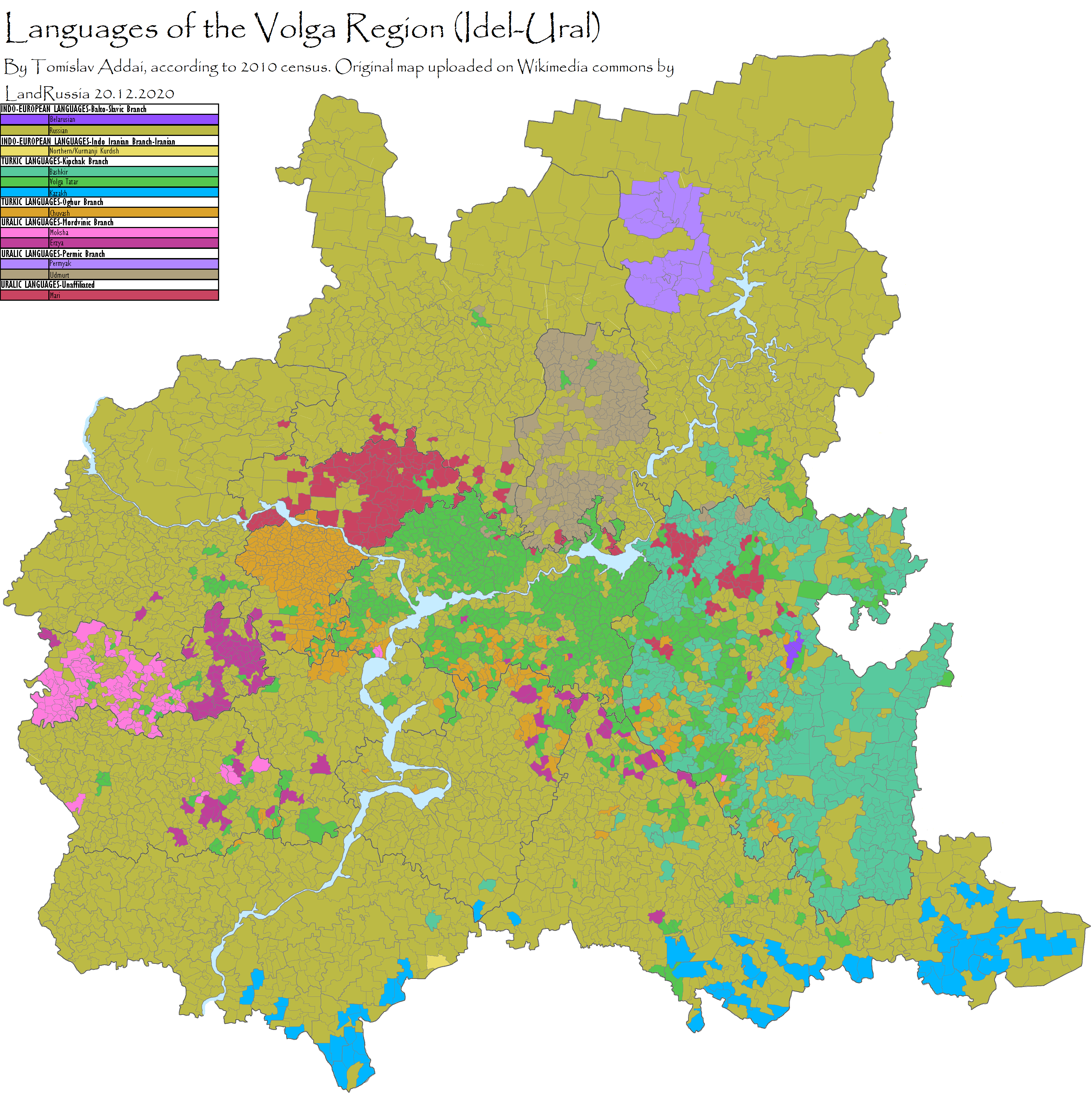
Nemzetiségi térkép

Lakossága mintegy 30 millió fő (2002).
Etnikumok:
- Oroszok: 21,1 millió fő (67,9%)
- Tatárok: 4,1 millió fő (13,0%)
- Csuvasok: 1,4 millió fő (4,5%)
- Baskírok: 1,3 millió fő (4,3%)
- Mordvinok: 0,6 millió fő (2,1%)
- Udmurtok: 0,5 millió fő (1,8%)
- Marik: 0,5 millió fő (1,6%)
- Ukránok: 0,4 millió fő (1,3%)
- Kazakok: 0,2 millió fő (0,7%)
- stb.

## Politika
Az elnöki képviselet székhelye Nyizsnyij Novgorod.
- Az elnök meghatalmazott képviselője: Grigorij Alekszejevics Rapota (2008. május 12. óta)
- Korábbi elnöki képviselők a szövetségi körzetben:

1. Szergej Vlagyilenovics Kirijenko (2000. május 18. – 2005. november 14.)
2. Alekszandr Konovalov (2005. november 14. – 2008. május 12.)

### Összetétele
Ebbe a szövetségi körzetbe tartozik a föderáció 14 alanya (szubjektuma): 
| A Volgamenti szövetségi körzet térképe | A Volgamenti szövetségi körzet térképe  | A Volgamenti szövetségi körzet térképe | A Volgamenti szövetségi körzet térképe |
|                                        | Zászló                                  | Föderáció alanya                       | Székhely                               |
| -------------------------------------- | --------------------------------------- | -------------------------------------- | -------------------------------------- |
| 1                                      | Baskíria zászlaja                       | Baskíria                               | Ufa                                    |
| 2                                      | Csuvasföld zászlaja                     | Csuvasföld                             | Csebokszári                            |
| 3                                      | A Kirovi terület zászlaja               | Kirovi terület                         | Kirov                                  |
| 4                                      | Mariföld zászlaja                       | Mariföld                               | Joskar-Ola                             |
| 5                                      | Mordvinföld zászlaja                    | Mordvinföld                            | Szaranszk                              |
| 6                                      | A Nyizsnyij Novgorod-i terület zászlaja | Nyizsnyij Novgorod-i terület           | Nyizsnyij Novgorod                     |
| 7                                      | Az Orenburgi terület zászlaja           | Orenburgi terület                      | Orenburg                               |
| 8                                      | A Penzai terület zászlaja               | Penzai terület                         | Penza                                  |
| 9                                      | A Permi határterület zászlaja           | Permi határterület                     | Perm                                   |
| 10                                     | A Szamarai terület zászlaja             | Szamarai terület                       | Szamara                                |
| 11                                     | A Szaratovi terület zászlaja            | Szaratovi terület                      | Szaratov                               |
| 12                                     | Tatárföld zászlaja                      | Tatárföld                              | Kazány                                 |
| 13                                     | Udmurtföld zászlaja                     | Udmurtföld                             | Izsevszk                               |
| 14                                     | Az Uljanovszki terület zászlaja         | Uljanovszki terület                    | Uljanovszk                             |